# Les Bernardes
Les Bernardes és un edifici historicista de Salt (Gironès) protegit com a bé cultural d'interès local.

## Descripció
Antic casal de planta rectangular desenvolupat en planta baixa, pis i golfes. La coberta del cos central és de teula a quatre vessants i la resta són planes. Les façanes són arrebossades i pintades, deixant a la vista els carreus de les cantonades, els que emmarquen les obertures i els del sòcol. La façana principal accentua l'horitzontalitat de la seva composició mitjançant línies d'imposta ornamentades. Hi ha una torre campanar al costat de l'antiga capella, actualment transformada en sala d'actes.

## Història
Després de la guerra, l'any 1944, les monges Bernardes van transformar el casal en convent, fins fa pocs anys. Actualment és propietat municipal i funciona com a Casa de Cultura. En el seu interior s'han habilitat una sala d'exposicions, una sala d'actes, aules, etc.